# Mune: El guardián de la luna
Mune: El guardián de la luna (título original en francés: Mune, le gardien de la lune) es una película de animación francesa dirigida por Benoît Philippon y Alexandre Heboyan y escrita por Jérôme Fansten y Benoît Philippon. Ambientada en un mundo imaginario, la película cuenta la aventura de una pequeña criatura que debe recuperar el sol, que fue robado por su culpa. Cuenta con las voces de Michael Gregorio, Omar Sy e Izïa Higelin, se estrenó en el Forum des images el 6 de diciembre de 2014 y en las salas francesas el 14 de octubre de 2015.

## Sinopsis
En un mundo imaginario, un pequeño Sol y una pequeña Luna fueron hechos por los primeros Guardianes para calentar un minúsculo planeta habitado por diferentes seres maravillosos. Los Guardianes siguen generaciones tras generaciones y preservan la armonía del mundo. Las personas del día y las de la noche viven en relativa armonía, aunque sean muy diferentes entre sí. Pero en la profundidad del planeta, Necross espera la oportunidad de traer la oscuridad sobre el mundo.

## Argumento
En un pequeño planeta cuyos habitantes están hechos de materiales naturales, los primeros Guardianes trajeron un pequeño Sol y una Luna para iluminar el mundo y preservar su armonía, viajando en colosales animales parecidos a templos. En el presente, a pesar de sus diferencias, las personas del día y de la noche viven en paz. Sin embargo, Necross, un Guardián del Sol corrupto que intentó robar el Sol antes de ser derrotado por el guerrero Xolal y desterrado al Inframundo, espera la oportunidad de sumir al mundo en la oscuridad.
En el presente, los aprendices de Guardianes Sohone y Leeyoon se preparan para asumir los roles de Guardianes del Sol y la Luna de Xolal y Yule. El día de su incorporación, la luz del Sol acepta a Sohone como estaba previsto, pero el Ewe lunar elige a Mune, un joven fauno inexperto, en lugar de Leeyoon.
Después de que su sirviente diablillo Mox le informe del retiro de Xolal, Necross ve la oportunidad de robar el Sol de nuevo. Tras la ceremonia, Xolal y Yule enseñan a sus respectivos sucesores cómo operar sus Templos antes de morir, convirtiéndose respectivamente en una estatua y un árbol brillante. La noche siguiente, Necross envía Serpientes Pálidas para corromper a Leeyoon y enfrentar a Sohone contra Mune. Mientras tanto, Mune lucha por controlar el Templo de la Luna, y Necross envía a Mox y a su compañero Spleen para robar el Sol. Como resultado, la noche cae sobre la tierra y Mune es desterrado de su pueblo.
Mune y Sohone parten en busca del Sol desaparecido, acompañados por la chica de cera Glim. En el Gran Agujero Azul, un lago que contiene una entrada a las profundidades del mundo, el grupo conoce a Phospho, un antiguo Guardián de la Luna de la misma generación que Necross, quien renunció a su cargo tras no poder detenerlo. Phospho los guía hasta la entrada del Inframundo antes de partir.
Mientras tanto, Leeyoon ocupa el lugar de Mune en el Templo de la Luna, pero es incapaz de controlarlo. La Luna mengua y se derrumba, provocando que el Templo se descontrole y caiga al Inframundo, donde se encuentran Mune, Sohone y Glim. Mune y Glim cuidan de la Luna mientras Sohone se adentra en el Inframundo para recuperar el Sol. Mune descubre que puede calmar el Templo de la Luna usando sus poderes, inspirando a Phospho, quien observaba desde lejos. Leeyoon le confiesa que la Luna se ha perdido, pero Mune y Glim entran en la Cantera de la Luna, de la que Yule le había informado a Mune antes de morir, para crear una nueva luna. Mune y Glim desarrollan sentimientos mutuos mientras Leeyoon se disculpa con Mune, reconociéndolo como el verdadero Guardián de la Luna.
Una vez cumplida la tarea, Mune y Glim se reúnen con Sohone en el Mundo de Tinieblas y lo encuentran rodeado de Serpientes Pálidas que intentan corromperlo. Sin embargo, Phospho interviene y se sacrifica para rescatar a Sohone y destruir a las Serpientes. Sohone, Mune y Glim se enfrentan a Necross y sus duendes mientras Glim encuentra y revive el Sol, derritiéndose en el proceso. Justo cuando Necross estaba a punto de aplastar a Mune y Sohone, el Sol y la Luna se unen y los fortalecen. Después de que Mune usara sus poderes del Sueño para derrotar a Necross, durmiéndolo, Mune se dio cuenta de que una Serpiente Pálida lo estaba influenciando y la destruyó. Esto lo devolvió a su apariencia original y lo transformó en una estatua, mientras que el Inframundo se convirtió en un paraíso.
Después, los dos Guardianes restauraron las trayectorias normales del Sol, la Luna y sus Templos. Con la ayuda del poder del Sol y la Luna, Mune revivió a Glim y le otorgó la capacidad de mantener su cuerpo independientemente de la temperatura. Mune y Glim se encontraron y se besaron antes de dar la vuelta al mundo en el Templo de la Luna.

## Recepción
Bien recibida por la crítica, la película recibió nominaciones en el Festival Internacional de Cine de Animación de Annecy, el Premio del Jurado Juvenil en el TIFF Kids International Film Festival y el Premio a la Mejor Película en los Tokyo Anime Awards.

## Premios
| Premio / Festival                                     | Categoría                      | Receptores y nominados | Resultado |
| ----------------------------------------------------- | ------------------------------ | ---------------------- | --------- |
| Festival Internacional de Cine de Animación de Annecy | Cristal Award a mejor película |                        | Nominada  |
| TIFF Kids International Film Festival                 | Premio del Jurado Juvenil      |                        | Ganadora  |
| Stockholm Film Festival Junior                        | Mejor película de 6 a 10 años  |                        | Ganadora  |
| Tokyo Anime Awards                                    | Mejor película                 |                        | Ganadora  |
| World Soundtrack Award                                | Compositor del año             | Bruno Coulais          | Ganador   |